# Уэйт, Уильям (шахматист)
Уильям Уэйт (англ. William Wayte, 4 сентября 1829, Калн, Уилтшир — 3 мая 1898, Лондон) — английский шахматист и англиканский священник. Наряду с еще несколькими священниками (Дж. Мак-Доннелом, Дж. Оуэном, Ч. Ранкеном и А. Скипуортом), сыграл значительную роль в развитии шахматной игры во время правления королевы Виктории. По мнению авторов системы "Chessmetrics", в 1878 г. по классу игры входил в мировую десятку.

## Биография
В 1853 г. получил степень бакалавра. В 1854 г. принял сан. Работал в Итонском колледже Оксфордского университета. В 1856 г. получил степень магистра. С 1862 г. стал выборным проповедником в Оксфордском университете.
С 1876 по 1879 гг. был профессором Университетского колледжа Лондона. Преподавал греческий язык.
После ухода из университета профессионально занимался античной филологией. Подготовил 5-е издание диалога Платона "Протагор" (1888 г.) и 2-е издание "Словаря греческих и римских древностей".

## Спортивные результаты
| Год  | Город     | Соревнование                                          | +  | − | = | Результат | Место |
| ---- | --------- | ----------------------------------------------------- | -- | - | - | --------- | ----- |
| 1861 | Лондон    | 4-й конгресс Британской шахматной ассоциации          |    |   |   |           |       |
| 1868 | Йорк      | 4-й конгресс Шахматной ассоциации британских графств  |    |   |   | 6½ из 9   | 2     |
| 1871 | Малверн   | 7-й конгресс Шахматной ассоциации британских графств  |    |   |   | 6½ из 9   | 2     |
| 1872 | Малверн   | 8-й конгресс Шахматной ассоциации британских графств  |    |   |   | 10½ из 14 | 3     |
| 1873 | Бристоль  | 9-й конгресс Шахматной ассоциации британских графств  |    |   |   | 7 из 9    | 2     |
| 1876 | Челтенхем | 12-й конгресс Шахматной ассоциации британских графств |    |   |   | 9 из 12   | 2—4   |
| 1877 | Лондон    | Матч с Дж. Минчином                                   | 11 | 7 | 1 | 11½ : 7½  |       |
|      | Эдинбург  | Турнир британских шахматистов                         |    |   |   |           |       |
| 1878 | Лондон    | Кубок И. Левенталя                                    | 12 | 0 | 2 | 13 из 14  | 1     |
|      |           | 13-й конгресс Шахматной ассоциации британских графств |    |   |   |           |       |
| 1881 | Лимингтон | 16-й конгресс Шахматной ассоциации британских графств |    |   |   | 7 из 9    | 3     |
| 1884 | Бат       | 19-й конгресс Шахматной ассоциации британских графств |    |   |   | 5 из 6    | 1     |
|      | Лондон    | Матч с Э. Торолдом                                    | 7  | 5 | 4 | 9 : 7     |       |